# Dick Haskins
Dick Haskins é o pseudónimo de António de Andrade Albuquerque (Lisboa, 11 de novembro de 1929 — Lisboa, 21 de março de 2018), que foi um escritor português que se notabilizou pelos seus romances policiais.

## Biografia
O seu primeiro livro foi escrito quando tinha 25 anos de idade e suas obras são traduzidas em muitos países.
Ele vivia na praia de São Bernardino, em Peniche, para onde se mudara no início da década de 1980, por não se sentir bem em Lisboa.
Ele disse sobre seus livros, 
"Que fiquem na história como ficam os outros (...) Não me quero comparar como Ellery Queen, por exemplo, mas tenho livros que ninguém esquece. Acho que o que conta é o que está feito, que, bom ou mau, foi escrito com honestidade".
Morreu a 21 de março de 2018, no Hospital de S. Francisco Xavier, em Lisboa, vítima de infeção respiratória.

## Adaptações
O Caso Barbot foi adaptado ao cinema com o título Fim de Semana Com a Morte, em 1966, numa coprodução luso-franco-alemã, que contou com interpretações de Peter van Eyck e Leticia Roman, além de António Vilar.
Nos anos de 1970, a televisão pública alemã e a RTP coproduziram uma série de 12 episódios, sobre as aventuras de Dick Haskins, escrita pelo autor, com música de Luís Pedro Fonseca.

## Obras
- O Sono da Morte (1958)
- A Hora Negra (1961)
- Quando a Manhã Chegar (1963)
- O Minuto 180 (1964)
- Estado de Choque (1965)
- Processo 327 (1967)
- O Espaço Vazio (1968)
- O Jantar é às Oito (1968)
- Climax (1969)
- Labirinto (1971)
- O Isqueiro de Oiro (1971)
- A Sétima Sombra (1973)
- Porta para o Inferno (1973)
- Premeditação (1974)
- A Noite Antes do Fim (1975)
- O Fio da Meada (1992)
- A Embaixadora (2000)
- Psíquico (2001)
- O Último Degrau (2001)
- Lisboa 44 (2002)
- Obsessão (2002)

### Assinados como António Andrade Albuquerque
- O Papa Que Nunca Existiu (2007)
- O Expresso de Berlim (2007)